# Saccopteryx bilineata
Saccopteryx bilineata är en däggdjursart som först beskrevs av Coenraad Jacob Temminck 1838.  Saccopteryx bilineata ingår i släktet Saccopteryx och familjen frisvansade fladdermöss. IUCN kategoriserar arten globalt som livskraftig. Inga underarter finns listade i Catalogue of Life.
Hanar är med en genomsnittlig kroppslängd (huvud och bål) av 53,4 mm något mindre än honor som blir cirka 55,3 mm stora. Svansen är hos båda kön cirka 19,5 mm lång. Arten väger 8,5 till 9,3 g. Den har svartaktig päls på ryggen med två vågiga ljusa linjer på varje sida av ryggens mitt. Undersidan är ljusare till grå. Saccopteryx bilineata har på vingarna ett organ som liknar en påse för att samla körtelvätska. Vätskan har en söt doft.
Denna fladdermus förekommer från Mexiko över Centralamerika och norra Sydamerika till Bolivia och södra Brasilien. Den hittas även på Trinidad och Tobago. Arten vistas i låglandet och i kulliga områden som är lägre än 500 meter över havet. Saccopteryx bilineata lever i olika slags skogar, ofta nära vattenansamlingar. Ibland besöks jordbruks- eller betesmark.
Individerna vilar i trädens håligheter eller i grottor. Där bildas flockar med cirka 12 medlemmar. Flocken består av en alfahane, flera honor och deras ungar. Arten jagar flygande insekter. Ibland förekommer blandade flockar med andra fladdermöss. Hannen markerar sin flock med hjälp av körtelvätskan och med urin.

## Bildgalleri

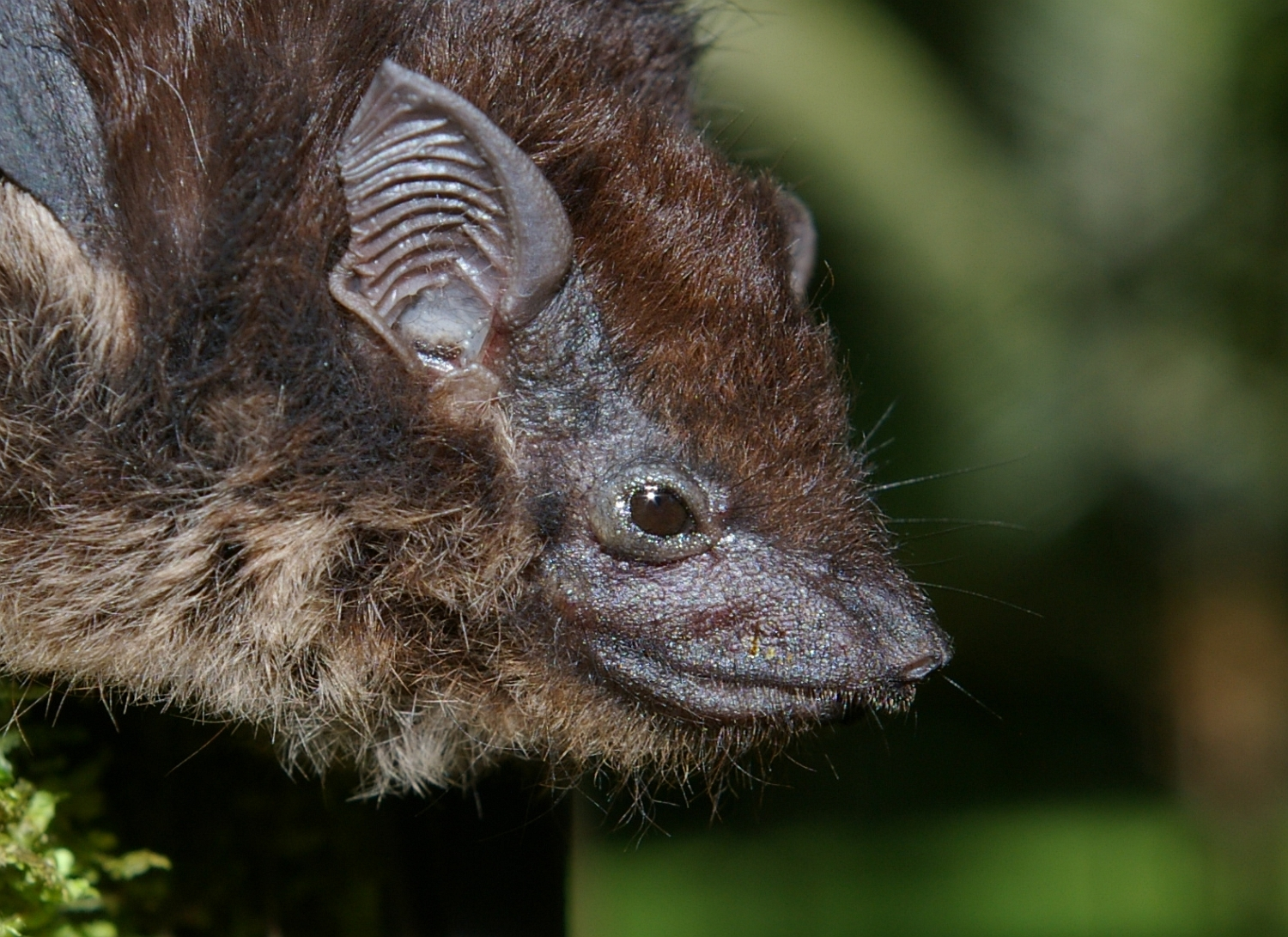
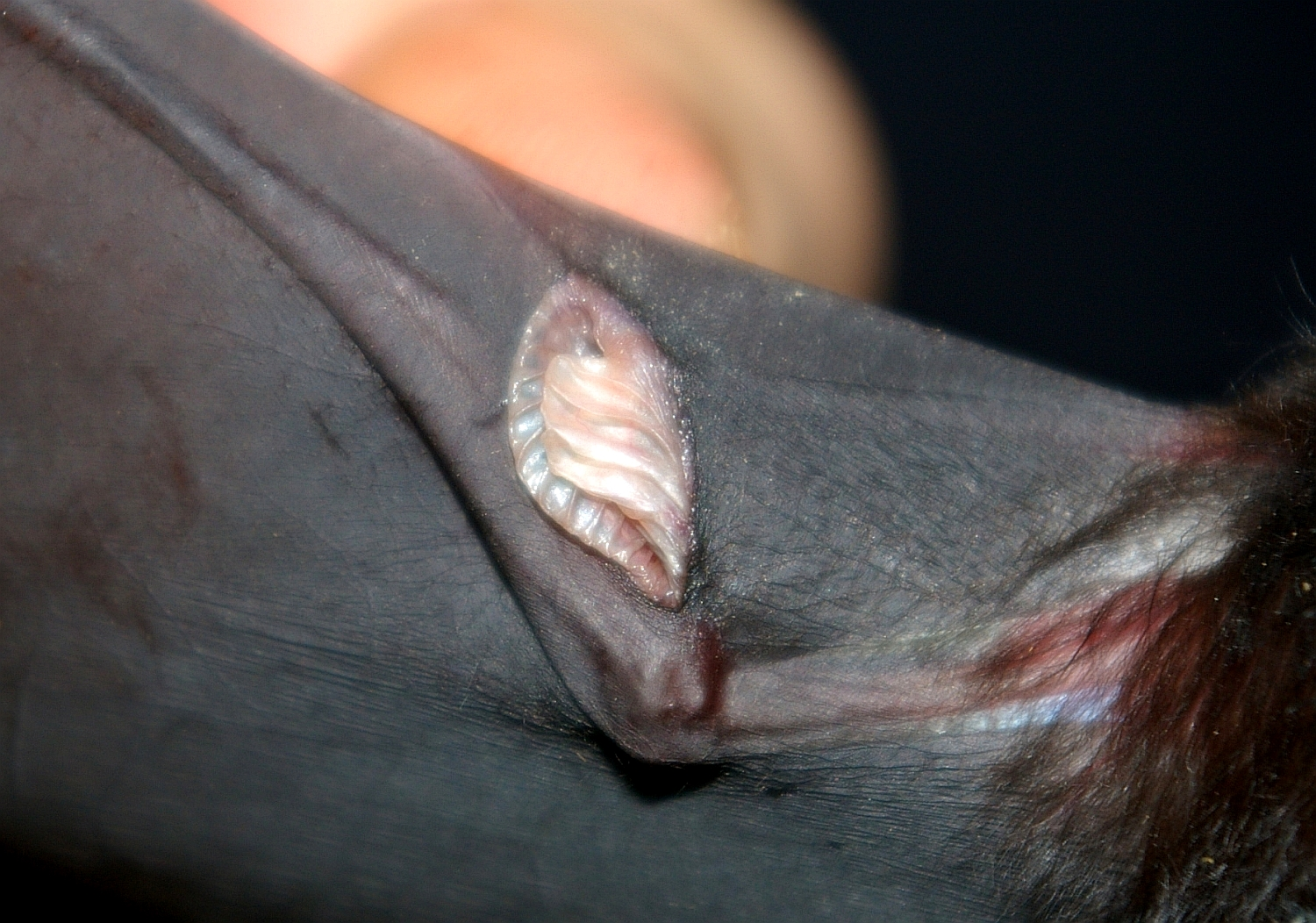
Påsen på vingarna
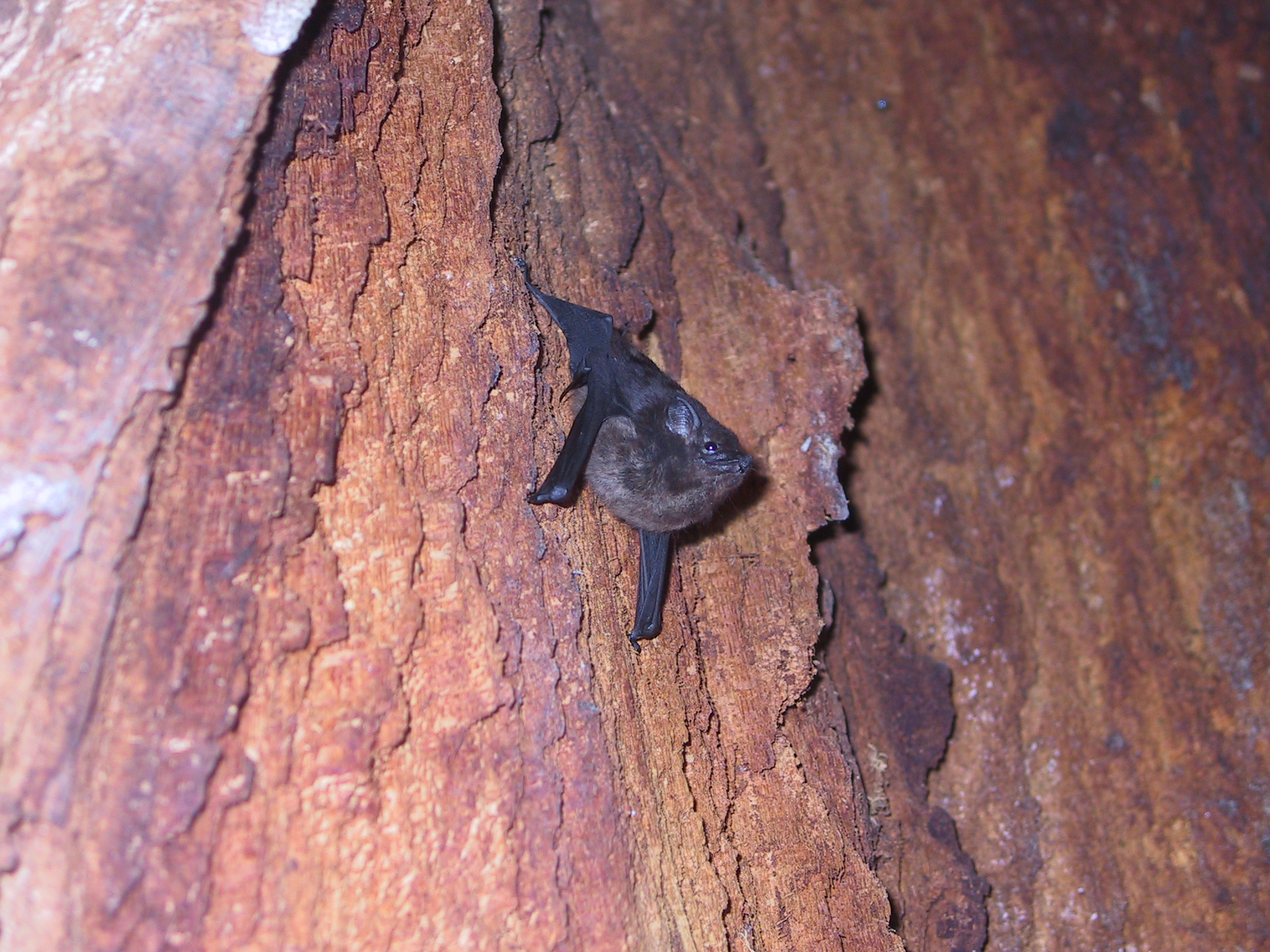